# 四物打击乐
四物打击乐是流行于韩国、朝鲜和中国朝鲜族聚居区的传统乐器组队形式，由鼓、长鼓、鉦（징）和小金(꽹과리)四种打击乐器组成。四物打击乐源于农乐，是韩国传统文化的体现。四个乐器分别代表着四位神。鼓是云神，长鼓是雨神，鉦是风神，小金是雷神。四物打击乐同时也表达阴阳理念。长鼓和鼓代表着大地的声音，而鉦和小金则代表着上天的声音。

## 乐器图片

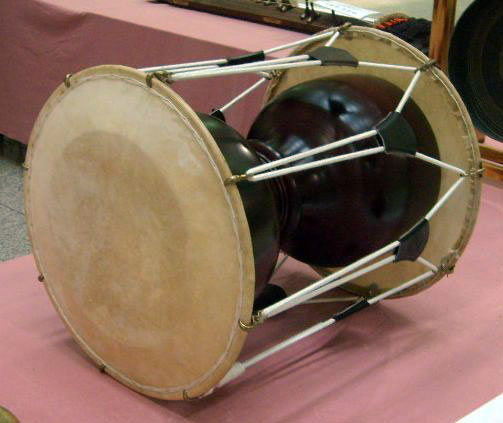
长鼓
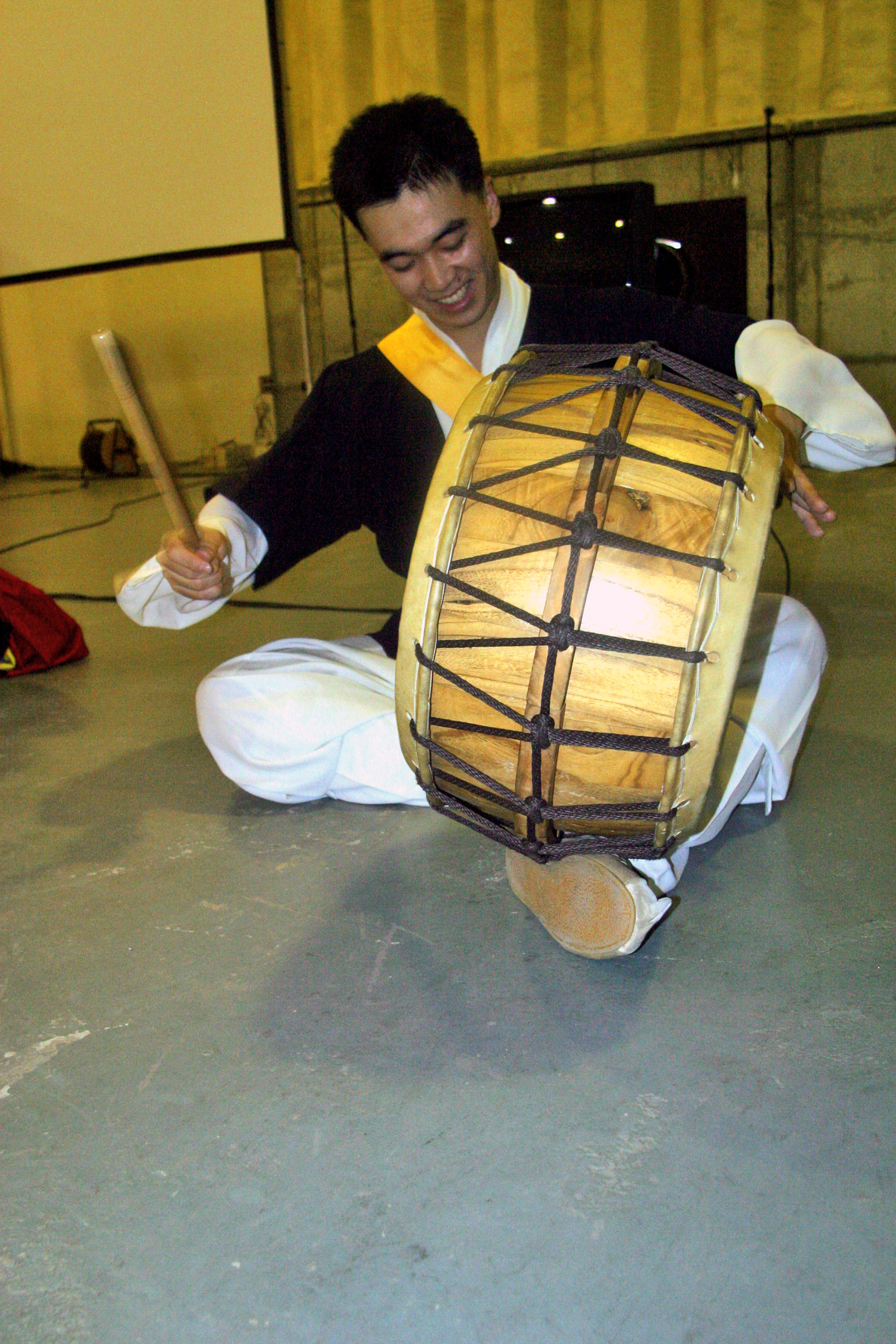
鼓
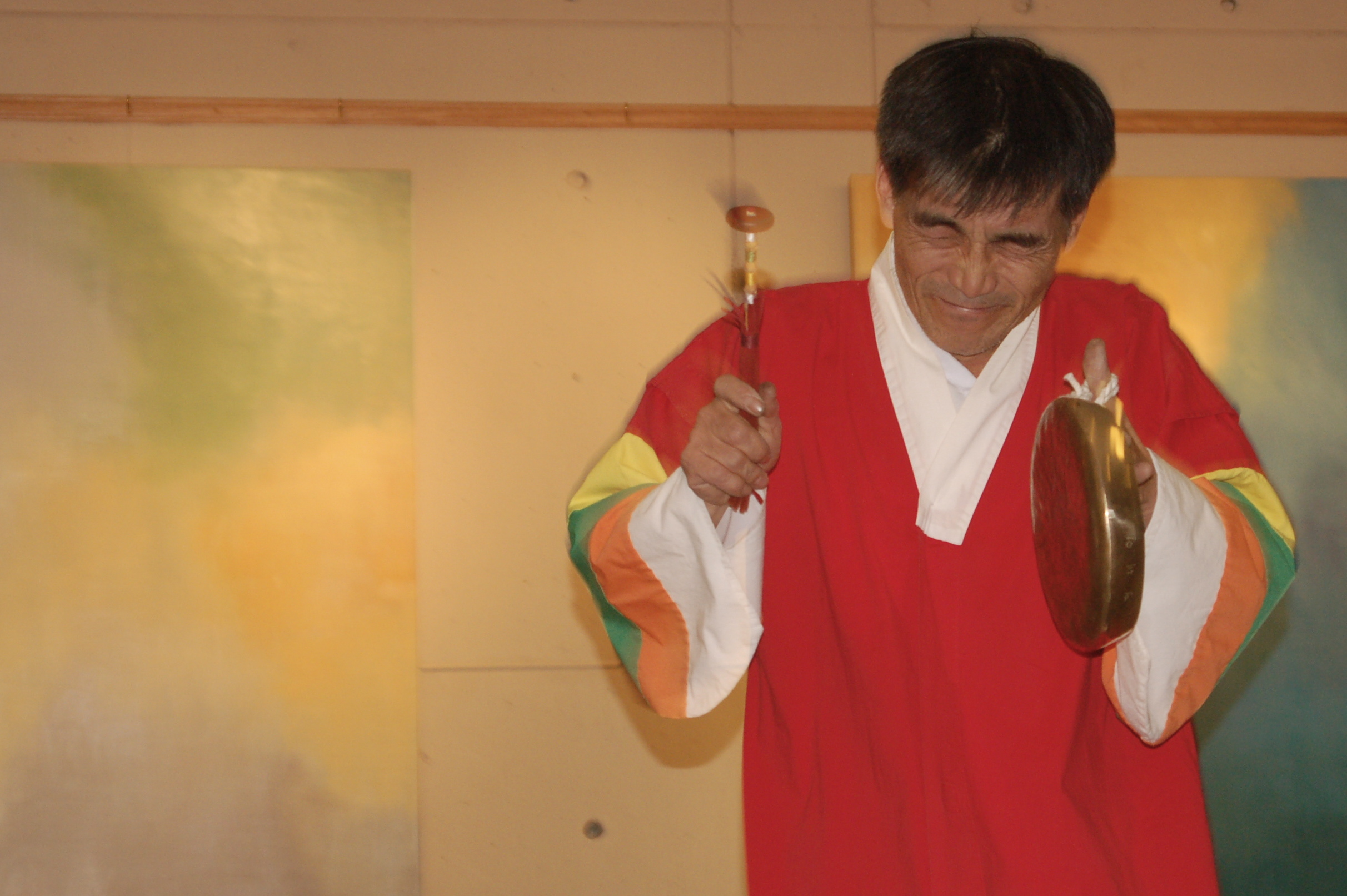
小金
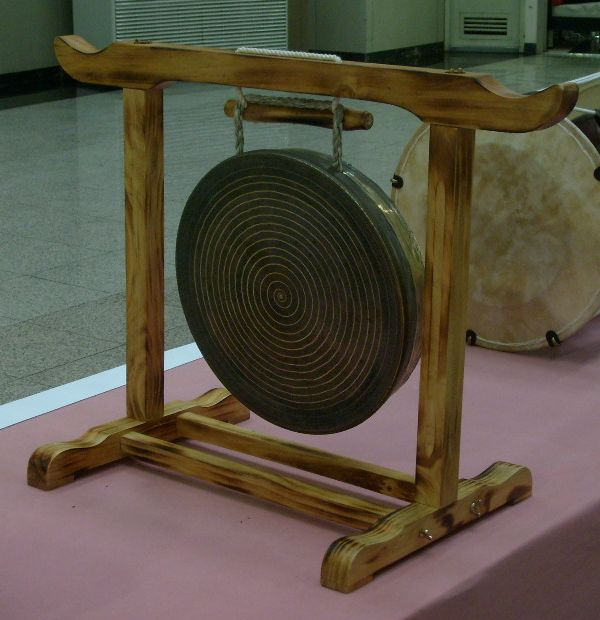
鉦